# 淑德大學短期大學部
淑德大学短期大学部（日语：／ Shukutoku Daigaku Tanki Daigakubu *），简称「淑德」或「淑短」，是一所位于日本东京都板桥区的私立短期大学。前身是淑德短期大学（日语：／ Shukutoku Tanki Daigaku *）。

## 概要

### 简介
- 学校最早可以追溯到1946年[1][2]。短期大学为于1950年开办[2]、由学校法人大乘淑德学园经营、教育的基础是佛教[3]男女同校[4]从2007年[2]。以「共生」为建学精神[5]。

### 历史
- 1950年 淑德短期大学成立并同时设置一个学科即农艺科[2]。
- 1960年 农艺科改名为农芸营养科。校园迁到东京都板橋区从埼玉县与野市。
- 1961年 社会福利科成立[2]。
- 1969年 农芸营养科改编为食物营养科[2]。
- 1970年 两个学科改名为、以下列举。
  - 食物营养科→食物营养学科（招生到2010年）
  - 社会福利学科→社会福利学科（改编为健康福利学科于2014年）
- 1987年 两个学科成立于埼玉县三芳町、以下列举（但各自招生到于1995年、停办于1999年）。
  - 日本文学科
  - 英语学科
- 1991年 社会福利学科分离为两个专攻、以下列举（但各自招生到2013年）[2]。
  - 社会福利专攻
  - 护理福利专攻
- 2006年 儿童学科[注 2]成立[2]。
- 2014年 改校名为淑德大学短期大学部。社会福利学科改名为健康福利学科[2]。

### 宪章
- 请参看淑德大学短期大学部的标志 （页面存档备份，存于） （日語） 2014年5月11日阅览。

## 学校环境
- 板桥校区：在东京都板桥区：有健康福利学科和儿童学科于2014年、有了食物营养学科到于2012年。
- 三芳町校区：在了埼玉县入间郡三芳町：有了日本文学科和英语学科。

## 历任校长
- 前原英明：现在短期大学校长[6]

## 组织

### 学科
- 儿童学科[注 2]

### 前学科
| - 食物营养学科 - 社会福利学科 - 社会福利专攻 - 护理福利专攻 - 日本文学科 - 英语学科 |

### 专科
| - 没有 |

### 业余课程
| - 没有 |

## 知名校友
- 矢島晶子：女聲優
- 土岐麻梨子：女演员
- 明神あい：女演员

## 相关链接
- 日本短期大学列表